# لئون سلطان
لئون سلطان (عربی: لیون سلطان؛ ۱۳ سپتامبر ۱۹۰۵ – ۲۳ ژوئن ۱۹۴۵) یک وکیل مغرب عربی و بنیان‌گذار حزب کمونیست مراکش بود.